# Maciej Śliwowski
Maciej Andrzej Śliwowski (ur. 10 stycznia 1967 w Warszawie) – polski piłkarz. Członek Galerii Sław warszawskiej Legii.

## Życiorys
Karierę zaczynał w stołecznym Okęciu, jednak w seniorskiej piłce debiutował w Stali Mielec. W Mielcu grał w latach 1985–1990. Był uważany za jednego z najzdolniejszych polskich napastników końca lat 80. W 1990 krótko był piłkarzem VfL Bochum. Sezon 1991/1992 spędził w Zagłębiu Lubin, latem 1992 został graczem Legii, gdzie w 38 ligowych spotkaniach strzelił 29 bramek. W 1993 odszedł do Rapidu Wiedeń, jednak kilka występów w rundzie jesiennej przyniosło mu tytuł mistrza Polski. Piłkarzem Rapidu był do 1996 (mistrzostwo kraju 96). Grał także w innych klubach austriackich (FC Tirol Innsbruck, Admira Wacker, SV Ried, FCN St. Pölten i SV Hundsheim).
W reprezentacji debiutował 5 września 1989 w meczu z Grecją, ostatni raz zagrał w 1993. Łącznie w biało-czerwonych barwach rozegrał 9 spotkań.